# Ipomoea electrina
Ipomoea electrina är en vindeväxtart som beskrevs av D.F.Austin och J.A.Mcdonald. Ipomoea electrina ingår i släktet praktvindor, och familjen vindeväxter. Inga underarter finns listade i Catalogue of Life.